# Douro (provincia)
La provincia de Douro (en español, Duero) era una antigua división administrativa de Portugal, creada en 1832, que englobaba la parte litoral de la antigua provincia de Beira y la parte sur de la antigua provincia de Entre Douro e Minho.
En 1835 era solo una agrupación de distritos para fines estadísticos y de referencia regional, englobando el distrito de Oporto y una parte del distrito de Aveiro.
En el restablecimiento de la división administrativa en provincias en 1936, la antigua Provincia de Douro no se recuperó y su territorio primitivo se dividió en las nuevas provincias de Douro Litoral y Beira Litoral.